# Василий Ономагул
Василий Ономагул (греч. Βασίλειος Ὀνομάγουλος) — византийский чиновник, провозглашённый император в Сицилии в 717 году под именем Тиберия.

## Биография
Василий был из Константинополя, сын некоего Григория Ономагулоса.
В 717 году он был членом свиты стратига фемы Сицилия Сергия, когда на остров пришло известие о падении Константинополя в результате арабской осады. В этот момент Сергий провозгласил Василия императором, который принял тронное имя Тиберий.
Император Лев III Исавр (пр. 717—741 гг.) быстро отправил в Сицилию хартулярия Павла в качестве патрикия и нового стратига с несколькими людьми, инструкциями для размещённой там армии и новостями о продолжении осады. По его прибытии жители Сиракуз и армия сдались повстанцам. Василия и его главнокомандующего обезглавили, их головы отправили в столицу. Других мятежников постригли или изувечили и сослали. Самому Сергию удалось бежать к лангобардам в материковой части Италии, и вернулся он после получения гарантий неприкосновенности.